# Diocèse de Rockford
Le diocèse de Rockford (Dioecesis Rockfordiensis) est un siège de l'Église catholique aux États-Unis, suffragant de l'archidiocèse de Chicago. En 2017, il comptait 484.150 baptisés pour 2.052.600 habitants. Il est tenu par Mgr David John Malloy.

## Territoire
Le diocèse englobe les onze comtés de la partie septentrionale de l'État de l'Illinois : Jo Daviess, Stephenson, Winnebago, Boone, McHenry, Carroll, Ogle, DeKalb, Whiteside, Lee et Kendall.
Le siège épiscopal se trouve à Rockford, à la cathédrale Saint-Pierre (en).
Le territoire s'étend sur 16.717 km² ; il est subdivisé en 105 paroisses.

## Histoire
Le diocèse est érigé le 27 septembre 1908 par le bref apostolique Quae rei sacrae de saint Pie X, recevant son territoire de l'archidiocèse de Chicago.
Le 11 décembre 1948, il cède une portion de territoire à l'avantage de nouveau diocèse de Joliet.

## Ordinaires
- Peter James Muldoon † (28 septembre 1908 - 8 octobre 1927)
- Edward Francis Hoban † (10 février 1928 - 14 novembre 1942 nommé évêque coadjuteur du diocèse de Cleveland)
- John Joseph Boylan † (21 novembre 1942 - 19 juillet 1953)
- Raymond Peter Hillinger (en) † (3 novembre 1953 - 27 juin 1956 nommé évêque auxiliaire de Chicago[1])
  - Donald Martin Carroll † (27 juin 1956 - 25 septembre 1956)
- Loras Thomas Lane † (11 octobre 1956 - 22 juillet 1968)
- Arthur Joseph O’Neill † (19 août 1968 - 19 avril 1994)

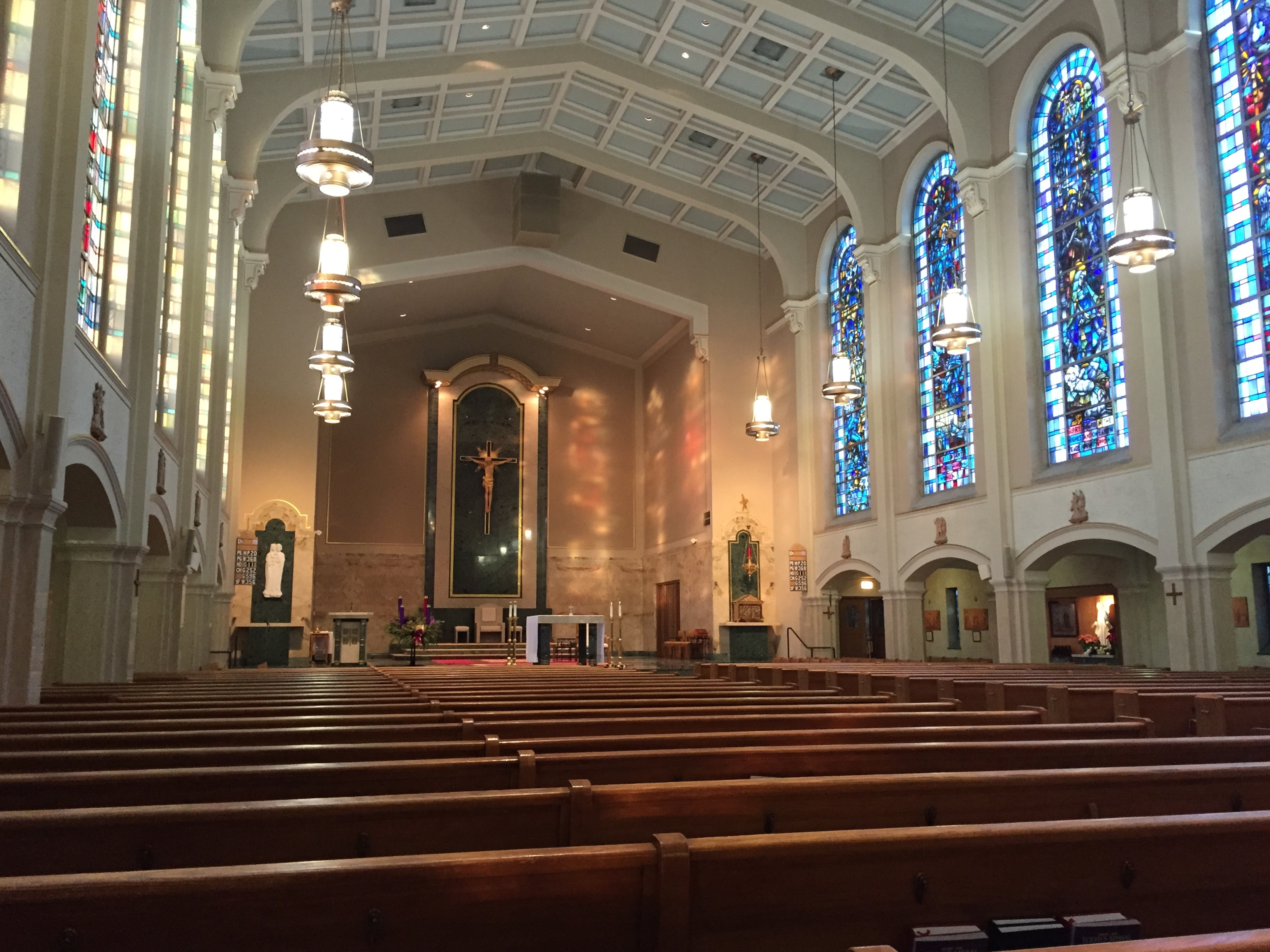
Intérieur de la cathédrale Saint-Pierre de Rockford.

- Thomas George Doran † (19 avril 1994 - 20 mars 2012)
- David John Malloy (en), depuis le 20 mars 2012

## Statistiques
Le diocèse comprenait en 1966 un nombre de 185.624 baptisés pour 798.538 habitants (23,2%), servis par 352 prêtres (188 séculiers et 164 réguliers), 213 religieux et 66 religieuses dans 103 paroisses.
Le diocèse comprenant en l'an 2000 un nombre de 367.376 baptisés pour 1.270.374 habitants (28,9%), servis par 212 prêtres (152 séculiers et 60 réguliers), 117 diacres permanents, 76 religieux et 330 religieuses dans 105 paroisses. 
Le diocèse comprenait à la fin de l'année 2017 pour une population de 2.052.600 habitants un chiffre de 484.150 baptisés, correspondant à 23,6% du total, servis par 212 prêtres (173 séculiers et 39 réguliers), 150 diacres permanents, 50 religieux et 72 religieuses dans 104 paroisses.

### Articles liés
- Liste des juridictions catholiques aux États-Unis
- Église catholique aux États-Unis